# フランチェスコ・パオロ・ミケッティ
フランチェスコ・パオロ・ミケッティ（Francesco Paolo Michetti、1851年10月2日 - 1929年3月5日）はイタリアの画家である。

## 略歴
現在のアブルッツォ州ペスカーラ県のトッコ・ダ・カザウリアで生まれた。父親は音楽の教師で、母親はオルガン演奏者であった。美術の才能が認められ、1868年にキエーティの町から奨学金を得て、ナポリ美術アカデミーに入学し、ドメニコ・モレリのもとで学んだ。ナポリ近郊のエルコラーノやポルティチで活動していた「レジーナ派」(Scuola di Resina)の画家、フィリッポ・パリッチやジュゼッペ・デ・ニッティス、マルコ・デ・グレゴリオらの影響を受け、故郷のアブルッツォの自然を描く風景画や宗教画を描くようになった。
パリで活動をしていたジュゼッペ・デ・ニッティスに勧められて、1872年にパリの展覧会に出展し、1875年、1876年にも出展した。
1870年代後半、1880年代のイタリアの国内の展覧会で高い評価を得て多くの作品を出展した。
1896年にナポリの伝統ある学術団体、アカデミア・ポンタニアーナ(Accademia Pontaniana)の会員に選ばれ、1903年にローマの美術団体、アカデミア・ディ・サン・ルカの会員に選ばれた。1913年にローマ近代美術館の選定委員に任命された。1909年には上院議員の候補にもなった。
1883年からアドリア海の景勝地、フランカヴィッラ・アル・マーレに住み、そこで死去した。

## 作品

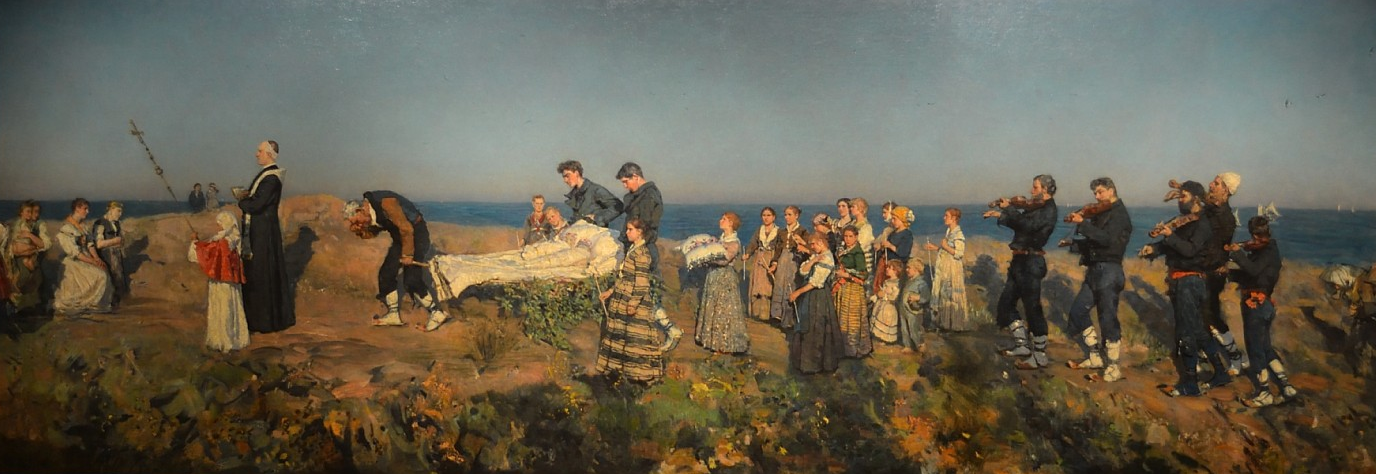
I morticelli (1880)

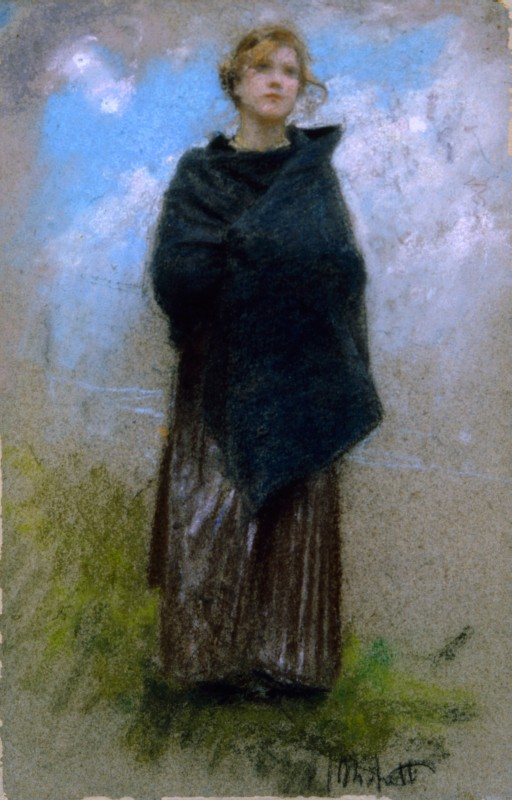
羊飼いの娘(c.1900)
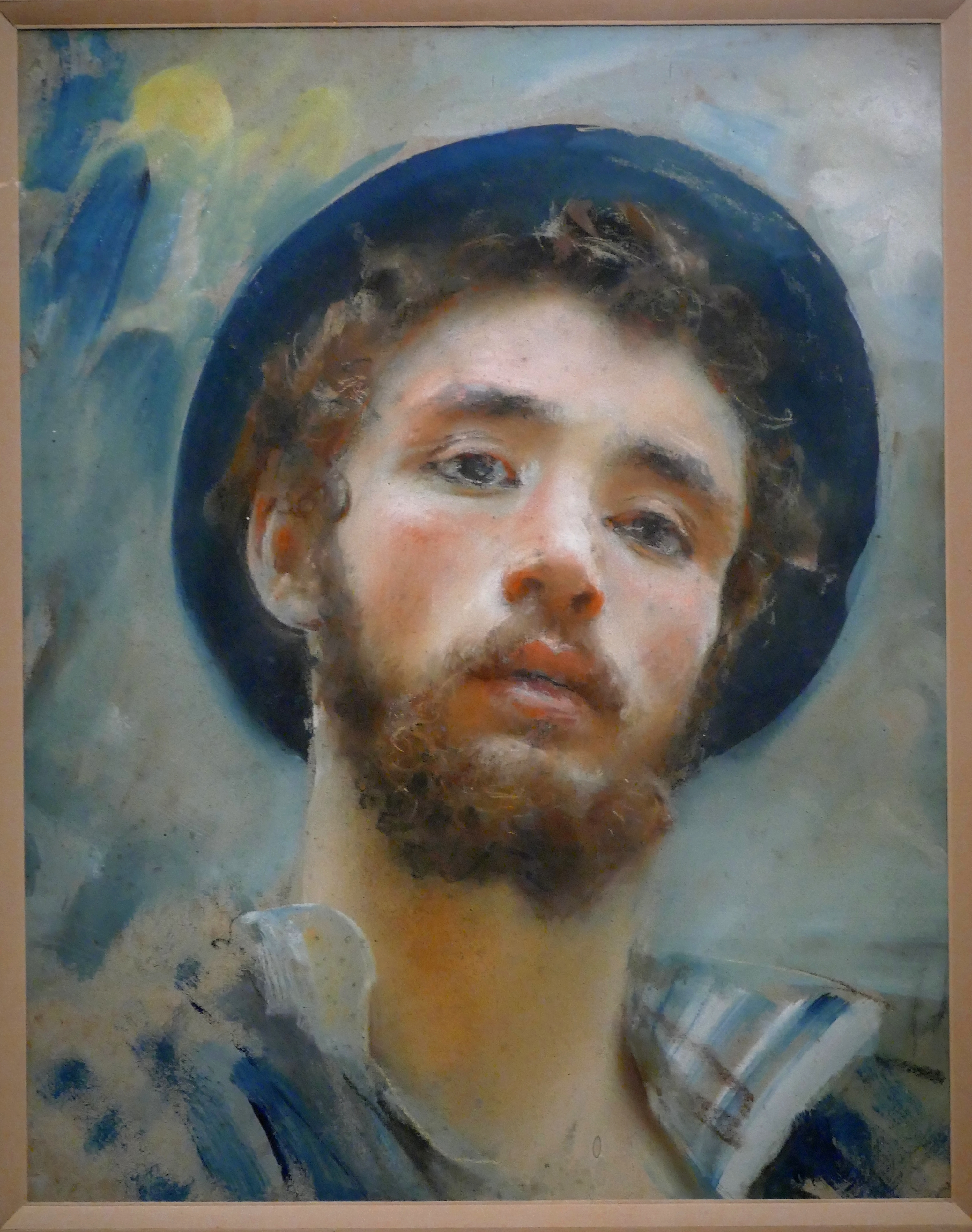
自画像(1877)
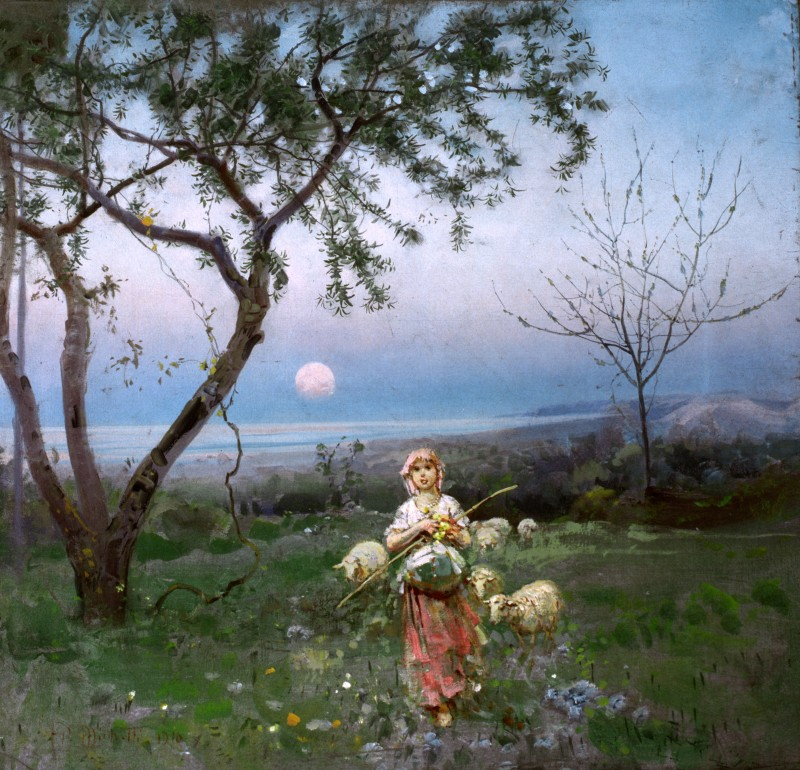
アブルッツォの風景(1910)